# Le Crédit Lyonnais
LCL (Le Crédit Lyonnais) SA é é uma importante rede bancária francesa que faz parte do grupo Crédit Agricole, com sede em Lyon e sede administrativa em Paris, França. Foi criado em 2005 a partir de seu antecessor, o Crédit Lyonnais. Em 2005, atendia cerca de 6 milhões de clientes em 2.000 filiais na França. 

## Patrocínio
A instituição patrocina a camisa amarela, usada pelo líder da prova de ciclismo Tour de France.  Ele concede um leão de brinquedo - le lion en peluche (o leão de pelúcia, em língua francesa) - ao vencedor de cada dia como uma brincadeira com seu nome. O Crédit Lyonnais, antecessor do LCL, patrocinou o Tour pela primeira vez em 1981 e patrocina a camisa amarela desde 1987.  

## Controvérsia
Em 2010, a Autoridade da Concorrência francesa (o departamento responsável pela regulação da concorrência) do governo francês multou onze bancos franceses, incluindo a LCL SA, no valor de 384.9 milhões euros por conluio para cobrar taxas injustificadas no processamento de cheques, especialmente por taxas extras cobradas durante a transição. da transferência de cheque em papel para a transferência eletrônica.  